# Lade
 For alternative betydninger, se Lade (flertydig). (Se også artikler, som begynder med Lade)
En lade er en bygning, der anvendes af bønder til at opbevare korn og foderstoffer. En lade kan enten være sammenhængende med en stald, hvor der opbevares dyr og maskiner eller være en selvstændig bygning.
- Wikimedia Commons har flere filer relateret til Lade

| Arkitektur | Spire Denne arkitekturartikel er en spire som bør udbygges. Du er velkommen til at hjælpe Wikipedia ved at udvide den. |